# UTC-04:30

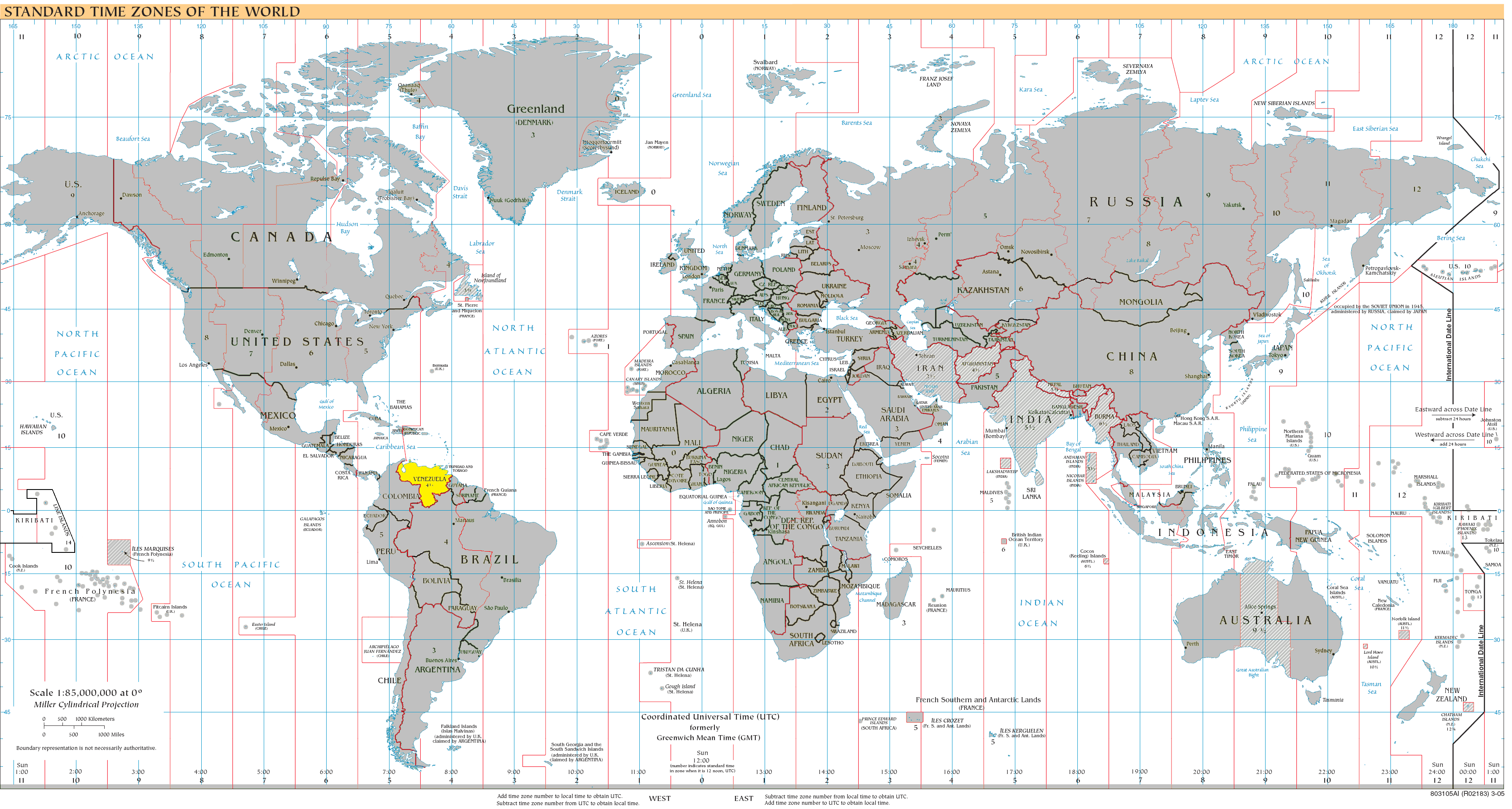
UTC-04:30 w 2008 roku

UTC-04:30 (Q+ – Quebec+) – dawna strefa czasowa, odpowiadająca czasowi słonecznemu południka 67°30'W.
W 2007 roku ustanowiona w Wenezueli poprzez przesunięcie czasu o pół godziny w tył. W 2016 roku kraj powrócił do strefy UTC-04:00 w związku z kryzysem w dostawach energii elektrycznej.